# Gellér Mihály
Gellér Mihály (Elek, 1947. augusztus 5. – 2024. december 23.) magyar síelő, síugró, többszörös magyar bajnok, 1971-ben az év síelője.

## Életút
A budakeszi síugró dinasztia tagja, egyik legnagyobb ellenfele bátyja, Gellér László volt. Viszonylag rövid pályafutása alatt a Budapesti Honvéd, illetve a MOM SC színeiben versenyzett. 1968-ban olimpikon, 1970-ben a csorba-tavi világbajnokságon 35. helyen végzett.

## Magyar bajnoki címei
- Síugrás
  - Középsánc. Egyéni:  1969; 1971; Csapat: 1965; 1969; 1971
  - Nagysánc. Egyéni: 1971;
- Részletesen →  Síugrás. Magyar fejezet; Síugró magyar bajnokok listája
- Északi összetett. Egyéni: 1969